# 群青戰記
《群青戰記》是由笠原真樹所創作的日本漫畫，連載於《週刊Young Jump》2013年第39號至2017年第29號。真人版電影於2021年3月12日上映，該電影同時也是演員三浦春馬的遺作。
體育名校—星德高中集結了全國體育比賽多領域的菁英，而在某個平凡的放學後，在大家各自留連社團活動之際，突然下起紅雨，在詭異霧氣散去，眼前竟盡是日本戰國時代的真刀實槍，出身和平之世的學生如何面對亂世的挑戰，如何解開校園之謎？如何回歸現世？

## 登場人物
- 西野蒼（新田真劍佑 飾）
本作主角，弓道部經歷兩年，近畿高等學校弓道競技大會第四名。喜好戰國歷史，朋友公認的歷史通。

- 松平元康（三浦春馬 飾）
即改姓名前德川家康，江戶幕府第一代征夷大將軍。

- 織田信長（松山研一 飾）
日本史上著名霸主。在日本歷史上，與豐臣秀吉、德川家康兩人並稱「戰國三傑」。

- 瀬野遥（山崎紘菜 飾）
弓道部經歷兩年，近畿高等學校弓道競技大會第二名。

- 松本考太（鈴木伸之 飾）
劍道部主將、學生會會長，全國高等學校劍道大會第二名。

- 不破瑠依（渡邊圭祐 飾）
學校傳聞自殺而失蹤的天才學生，擅使長槍。

- 吉元萬次郎（濱田龍臣 飾）
科學部二年，國際科學奧林匹克競賽金牌得主，希望以頭腦和科學知識尋求為何而來、生存和返回現世的方法。

- 黒川敏晃（鈴木仁 飾）
拳擊部三年，全國高中體育比賽輕量級冠軍，目睹女友遭軍隊擄走而失去冷靜。

- 成瀬勇太（飯島寬騎 飾）
擊劍部三年，全國高中擊劍比賽第五名，喜好西洋劍的優雅，常和空手道相良煉鬥嘴。

- 相良煉（福山翔大 飾）
空手道部二年，全國高中空手道選拔賽第三名，肉體鍛練派，常和使西洋劍的成瀨勇太鬥嘴。

- 高橋鉄男（長田拓郎 飾）
美式足球部兩年，滋賀縣立高中美式足球秋季比賽的獲勝者。為拯救隊友而加入救援隊。

- 藤岡由紀夫（足立英昭 飾）
棒球部三年，位置為投手，曾進入夏季甲子園錦標賽的第三輪。為拯救隊友而加入救援隊。

## 出版書籍

### 第一部
| 卷數 | 集英社         | 集英社                 | 東立出版社     | 東立出版社             |
| 卷數 | 發售日期       | ISBN                   | 發售日期       | ISBN                   |
| ---- | -------------- | ---------------------- | -------------- | ---------------------- |
| 1    | 2014年1月22日  | ISBN 978-4-08-879739-7 | 2016年6月17日  | ISBN 978-986-431-998-5 |
| 2    | 2014年2月24日  | ISBN 978-4-08-879824-0 | 2017年10月12日 | ISBN 978-986-431-999-2 |
| 3    | 2014年5月24日  | ISBN 978-4-08-879844-8 |                |                        |
| 4    | 2014年8月25日  | ISBN 978-4-08-879885-1 |                |                        |
| 5    | 2014年11月24日 | ISBN 978-4-08-890039-1 |                |                        |
| 6    | 2015年2月24日  | ISBN 978-4-08-890120-6 |                |                        |
| 7    | 2015年5月24日  | ISBN 978-4-08-890155-8 |                |                        |
| 8    | 2015年8月24日  | ISBN 978-4-08-890241-8 |                |                        |
| 9    | 2015年11月24日 | ISBN 978-4-08-890284-5 |                |                        |
| 10   | 2016年2月24日  | ISBN 978-4-08-890358-3 |                |                        |
| 11   | 2016年5月24日  | ISBN 978-4-08-890410-8 |                |                        |
| 12   | 2016年8月24日  | ISBN 978-4-08-890480-1 |                |                        |
| 13   | 2016年11月23日 | ISBN 978-4-08-890517-4 |                |                        |
| 14   | 2017年2月22日  | ISBN 978-4-08-890590-7 |                |                        |
| 15   | 2017年5月24日  | ISBN 978-4-08-890641-6 |                |                        |
| 16   | 2017年8月23日  | ISBN 978-4-08-890724-6 |                |                        |
| 17   | 2017年8月23日  | ISBN 978-4-08-890725-3 |                |                        |

### 第二部
全5冊
| 卷數 | 集英社         | 集英社                 |
| 卷數 | 發售日期       | ISBN                   |
| ---- | -------------- | ---------------------- |
| 1    | 2021年3月4日   | ISBN 978-4-08-891859-4 |
| 2    | 2021年6月18日  | ISBN 978-4-08-892005-4 |
| 3    | 2021年9月17日  | ISBN 978-4-08-892076-4 |
| 4    | 2021年12月17日 | ISBN 978-4-08-892169-3 |
| 5    | 2022年4月19日  | ISBN 978-4-08-892249-2 |

## 外部連結
- 漫畫官方網站（日語）
- 電影官方網站（日語）
- 電影的X（前Twitter）（日語）